# Ola Dybwad-Olsen
Ola Dybwad-Olsen (Oslo, 4 agosto 1946) è un ex calciatore norvegese, di ruolo attaccante.

## Carriera

### Club
Dybwad-Olsen debuttò nel Lyn Oslo nel 1964 e fece parte della formazione vincente degli anni sessanta. Contribuì al successo nella Coppa di Norvegia 1967, segnando una delle reti che sancirono il 4-1 inflitto al Rosenborg. Nel 1968 segnò 25 reti in 18 incontri di campionato, realizzando un record, e aiutando il Lyn Oslo a raggiungere il double.
Totalizzò 420 apparizioni in squadra tra il 1964 ed il 1978. Di queste, 142 le giocò nella massima divisione, con 69 reti all'attivo.
Nel 1979 passò allo Stabæk, dove militò per tre anni. Si ritirò nel 1982.

### Nazionale
Dybwad-Olsen giocò 24 partite per la Norvegia, con 9 reti. Debuttò il 9 giugno 1968, nella sconfitta per 6-1 contro la Polonia. Il 18 luglio dello stesso anno segnò la prima rete, nel 4-0 inflitto all'Islanda.

## Palmarès

### Club

#### Competizioni nazionali
- Campionato norvegese: 2

Lyn Oslo: 1964, 1968
- Coppa di Norvegia: 2

Lyn Oslo: 1967, 1968